# Джуліана Каландра
Джуліана Каландра (італ. Giuliana Calandra; нар. 10 лютого 1936, Монкальєрі) — італійська акторка, журналістка, авторка і ведуча телепередач.

## Життєпис
Джуліана Каландра народилася в Монкальєрі. Її кінодебют відбувся 1963 року в новелі «Овечий сир» режисера П'єра Паоло Пазоліні з фільму «РоГоПаГ», потім вона грала в сотнях фільмів, серіалів і сценічних постановок, де працювала з такими режисерами: Даріо Ардженто, Марко Феррері, Альберто Сорді, Ліна Вертмюллер, Джорджіо Альбертацці, Маріо Монічеллі, Коста-Гаврас, Діно Різі, Серджо Корбуччі і Альберто Латтуада.
У 1980-х роках вона почала паралельну кар'єру як журналіст та автор і ведуча телепередач, в основному на теми моди й розваг.

## Фільмографія
- Storia di una monaca di clausura, реж. Domenico Paolella (1973)
- Film d'amore e d'anarchia - Ovvero "Stamattina alle 10 in via dei Fiori nella nota casa di tolleranza...", реж. Lina Wertmüller (1973)
- La nottata, реж. Тоніно Черві (1974)
- Il bestione, реж. Серджо Корбуччі (1974)
- Усе на місці й усе безладно, реж. Ліна Вертмюллер (1974)
- Під яким ти знаком?, режисер Серджо Корбуччі (1975)
- Profondo rosso, реж. Даріо Ардженто (1975)
- Simone e Matteo - Un gioco da ragazzi, реж. Giuliano Carnimeo (1975)
- Caro Michele, реж. Маріо Монічеллі (1976)
- Giovannino, реж. Paolo Nuzzi (1976)
- Squadra antifurto, реж. Бруно Корбуччі (1976)
- Terminal, реж. Paolo Breccia (1976)
- L'ultima donna, реж. Марко Феррері (1976)
- Il... Belpaese, реж. Лючано Сальче (1977)
- Difficile morire, реж. Умберто Сільва (1977)
- Узяти, наприклад, нас, режисер Серджо Корбуччі (1977)
- La segretaria privata di mio padre, реж. Маріано Лауренті (1977)
- Така, як ти є / (Così come sei), реж. Альберто Латтуада (1978)
- Quando c'era lui... caro lei!, реж. Джанкарло Санті (1978)
- Ritratto di borghesia in nero, реж. Тоніно Черві (1978)
- Chiaro di donna, реж. Коста-Гаврас (1979)
- Il corpo della ragassa, реж. Pasquale Festa Campanile (1979)
- Il lupo e l'agnello, реж. Франческо Массаро (1980)
- Il turno, реж. Тоніно Черві (1981)
- Bello mio, bellezza mia, реж. Серджо Корбуччі (1982)
- In viaggio con papà, реж. Альберто Сорді (1982)
- Dio li fa poi li accoppia, реж. Стено (1982)
- Sesso e volentieri, реж. Діно Різі (1982)
- Arrivano i miei, реж. Ніні Салерно (1983)
- L'allenatore nel pallone, реж. Серджо Мартіно (1984)
- A tu per tu, реж. Серджо Корбуччі (1984)
- Un caso d'incoscienza, реж. Emidio Grieco (1984)
- Jocks, реж. Riccardo Sesani (1984)
- Occhio nero, occhio biondo, occhio felino..., реж. Loffredo Muzzi (1984)
- 1984 : Чималий скандал / (Uno scandalo perbene) — Марія Гасталделі, реж. Паскуале Феста Кампаніле
- Desiderando Giulia, реж. Andrea Barzini (1986)
- Professione vacanze, реж. Vittorio De Sisti — miniserie TV (1986)
- Il coraggio di parlare, реж. Leandro Castellani (1987)
- Regina, реж. Salvatore Piscicelli (1987)
- Rimini Rimini, реж. Серджо Корбуччі (1987)
- La cintura, реж. Giuliano Gamba (1989)
- E non se ne vogliono andare!, реж. Джорджіо Капітані (1989)
- Faccione, реж. Крістіан Де Сіка (1990)
- Non chiamarmi Omar, реж. Sergio Staino (1992) «La casa dove abitava Corinne», реж. Maurizio Lucidi 1996
- Mari del sud, реж. Marcello Cesena (2001)
- Poco più di un anno fa - Diario di un pornodivo (2003)
- L'allenatore nel pallone 2, реж. Серджо Мартіно (2008)